# Carlos Chagas Filho
Carlos Chagas Filho, Carlos Chagas junior, (* 12. September 1910 in Rio de Janeiro; † 16. Februar 2000 ebenda) war ein brasilianischer Biophysiker und Gründer des Instituts für Biophysik an der Universidade Federal do Rio de Janeiro.
Er war der Sohn von Carlos Chagas und studierte 1926 bis 1931 Medizin an der Staatlichen Universität in Rio. 1932 wurde er Direktor des Hospitals in Lassance in der Provinz Minas Gerais, wo sein Vater seinerzeit die Chagas-Krankheit entdeckte. Da er in der Forschung tätig sein wollte, ging er zurück an die Universität in Rio, an der er Professor für Biophysik wurde. Zur Weiterbildung in Neurophysiologie besuchte er England und Frankreich. Von der Gründung 1946 bis 1980 war er Direktor des Biophysikalischen Instituts und außerdem zeitweise Dekan der medizinischen Fakultät. Das Institut ist heute nach ihm benannt (ICBBF).
Er studierte die Mechanismen der elektrischen Entladung beim Zitteraal des Amazonas und deren Kontrolle durch das Nervensystem. Dabei gelangen ihm einige neurowissenschaftliche Entdeckungen wie die Identifizierung des nikotinischen Acetylcholinrezeptors der Muskeln. Von 1965 bis 1967 war er Präsident der Brasilianischen Akademie der Wissenschaften. Außerdem war er von 1972 bis 1989 sechzehn Jahre lang Präsident der Päpstlichen Akademie der Wissenschaften. Er gehörte darüber hinaus der französischen Ehrenlegion (1979, Kommandeur), der Académie des sciences, der American Philosophical Society (1968), der American Academy of Arts and Sciences (1970) sowie ab 1976 der Leopoldina an, und erhielt sechzehn Ehrendoktorate verschiedener Universitäten. 1966 war er brasilianischer UNESCO-Vertreter.
1974 wurde er zum Mitglied der Academia Brasileira de Letras, Sitz 9, gewählt.
Er schrieb mehrere Bücher, unter anderem eine 1993 erschienene Biographie seines Vaters.